# Ezra Furman
 (octobre 2021).
Si vous disposez d'ouvrages ou d'articles de référence ou si vous connaissez des sites web de qualité traitant du thème abordé ici, merci de compléter l'article en donnant les références utiles à sa vérifiabilité et en les liant à la section « Notes et références ».
Ezra Furman, née le 5 septembre 1986 à Chicago, est une auteure-compositrice-interprète américaine. Artiste punk rock, elle a notamment signé la bande originale des quatre saisons de la série Sex Education. Les morceaux des deux premières saisons sont compilés dans un album sorti en 2020.

## Biographie

### Vie privée
Ezra Furman, bisexuelle et a fait son coming out en tant que femme transgenre fin avril 2021,. Avant cela, elle s'identifiait comme genderqueer. Sa partenaire et elles sont mères de leur enfant.
Elle est juive. Elle s'est inscrite dans une école rabbinique en 2021, mais a abandonné les cours par manque de temps. Elle souhaitait suivre ces cours pour apprendre à parler de spiritualité.

### Coming out
Ezra Furman a fait son coming out en tant que femme et mère trans en 2021,. Longtemps attachée à ne pas choisir une étiquette précise et à cultiver une visibilité qui reposait sur des indices laissés dans ses œuvres, elle dit avoir compris plus tard que le coming out était important pour être identifié et compris comme personne queer.
Faire son coming out n'était pas l'objectif de son post Twitter de 2021. Elle a d'abord voulu donner un exemple de parentalité trans. Il était important pour elle que d'autres personnes, notamment trans, la voient comme parent.

## Carrière musicale

### Influences
Ezra Furman a déclaré que la découverte de Lou Reed lui a permis de se lancer dans la musique. Elle a retrouvé en lui des expériences communes de la vie des personnes queer et une façon de vivre avec cette identité. Elle est d'ailleurs l'autrice d'un livre sur l'album Transformer de Lou Reed,.

## Discographie

### Albums studio
Ezra Furman and the Harpoons
- Banging Down the Doors (2007)
- Inside the Human Body (2008)
- Mysterious Power (2011)

Ezra Furman
- The Year of No Returning (2012)
- Day of the Dog (2013)
- Perpetual Motion People (2015)
- Transangelic Exodus (2018)[11]
- Twelve Nudes (2019)[12]
- Sex Education (Music From Season 1 & 2 Of The Netflix Original Series) (2020)
- All of Us Flames (2022)[13]
- Goodbye Small Head (2025)[14]

### EP
- Songs by Others (2016)
- Big Fugitive Life (2016)
- Tie Me To The Train Tracks (2024), ft. Alex Walton